# Nuèlh
Nuèlh (en francès Nieul) és un municipi francès situat al departament de l'Alta Viena i a la regió de la Nova Aquitània.

## Demografia
| 1962                                       | 1968 | 1975  | 1982  | 1990  | 1999  | 2007  |
| ------------------------------------------ | ---- | ----- | ----- | ----- | ----- | ----- |
| 924                                        | 936  | 1.001 | 1.198 | 1.348 | 1.350 | 1.545 |
| Des de 1962: població sense dobles comptes |      |       |       |       |       |       |

## Administració
| Període   | Identitat         | Partit |
| --------- | ----------------- | ------ |
| 1995-2001 | Françoise Perot   |        |
| 2001-     | Claude Rebeyrotte | MRC    |